# (6917) 1993 FR2
(6917) 1993 FR2 (1993 FR2, 1983 EM2, 1986 AX2) — астероїд головного поясу.
Тіссеранів параметр щодо Юпітера — 3,646.